# James Paul Moody
James Paul Moody (Scarborough (Engeland), 21 augustus 1887 – Noordelijke Atlantische Oceaan, 15 april 1912) was een Engels zeeman, die omkwam bij de ramp met de Titanic.
Ondanks dat zijn familie absoluut niets te maken had met de scheepvaart, moet James toch enorm onder de indruk geraakt zijn toen hij er voor het eerst mee in contact kwam, omdat hij op zijn 14e al aan boord ging van een schip genaamd “HMS Conway”. Daar werd hij gedeeltelijk opgeleid. James vervolgde zijn opleiding op de King Edward VII Nautical School in Londen waar hij in april 1911 afstudeerde. 
Meteen na zijn studie ging James bij de White Star Line werken. Hij werd geplaatst op de Oceanic. Niet lang daarna, in april 1912, werd hij overgeplaatst op de RMS Titanic als 6e officier. Een overplaatsing die zijn droom in vervulling liet gaan, maar ook één die zijn leven zou kosten.